# 真駒内屋外競技場

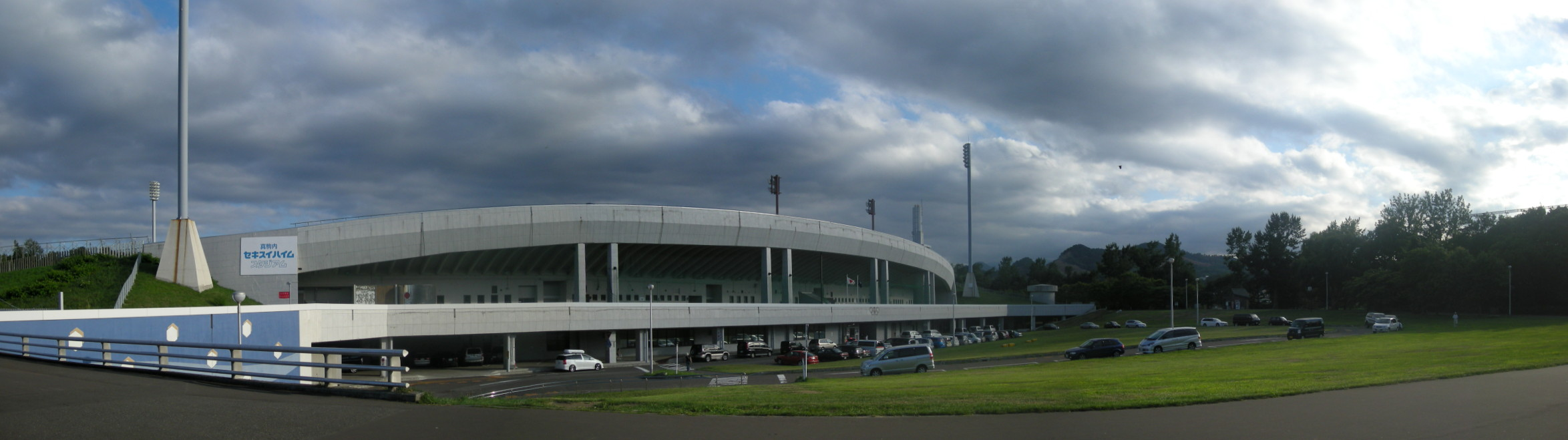
施設外観（2007年8月）

真駒内屋外競技場（まこまないおくがいきょうぎじょう）は、札幌市南区にある競技場。正式名称は北海道立真駒内公園屋外競技場。北海道セキスイハイムがネーミングライツ（命名権）を取得し、名称が真駒内セキスイハイムスタジアム（まこまないセキスイハイムスタジアム 英：Makomanai Sekisui Heim Stadium）になっている。

## 概要
北海道立真駒内公園にあり、北海道道82号西野真駒内清田線を挟んで真駒内セキスイハイムアイスアリーナ（真駒内屋内競技場）がある。1972年（昭和47年）の『札幌オリンピック』開会式及びスピードスケート競技に使用し、当初は国立の競技場として建設した。同オリンピック開催時の名称は「真駒内スピードスケート競技場」 だった。周囲の景観に配慮して人工的な施設はなるべく緑の中に埋めており、冬の季節風（モンスーン）に対応するため北東から東西に走る軸線上に施設を配置している。
夏期はテニスやフットサルのコート、冬期はスケート場として開放しており、トレーニング室も開放している。また、各種イベントにも使用しており、『北海道真駒内花火大会』などが開催されている。

## 沿革
- 1970年（昭和45年）：開場。
- 1972年（昭和47年）：『札幌オリンピック』開催。北海道体育文化協会が管理運営受託[2]。
- 2001年（平成13年）：国から北海道へ移管。
- 2006年（平成18年）：指定管理者制度導入。
- 2007年（平成19年）：北海道セキスイハイムがネーミングライツ（命名権）を取得し、「真駒内セキスイハイムスタジアム」と改称[7]。これに伴い、日本オリンピック委員会（JOC）からの依頼により五輪マーク撤去[8]。
- 2010年（平成22年）：ネーミングライツ契約更新、その後3年ごとに再契約[7][9]。

## 施設
- 敷地面積：約46,000 m²
- 1970年（昭和45年）12月1日竣工
- 構造：鉄筋コンクリート造、地上2階建（1階：5,119.83 m²、2階：2,072.84 m²、その他：343.00 m²）
- アリーナ面積：15,900.00 m²
- スタンド面積：18,770.20 m²
- 収容人員：50,000人[10]
  - メインスタンド7,562席
  - バックスタンド9,762席
- 各種競技
  - 夏期：テニスコート8面、フットサルコート4面、テニスマシン専用コート2面
  - 冬期：スケートリンク
- 会議室（5室）
- 更衣室（男女各2室）
- シャワー室（男女各3室）
- サーキットトレーニング室

## 大会実績

### スポーツ競技
- 『全日本スピードスケート選手権大会』[3]
- 『札幌国際冬季スポーツ大会』[3]
- 『1972年札幌オリンピック』
- 『札幌マラソン』
- 『1986年アジア冬季競技大会』
- 『北海道ロードレース』[11]
- 『北海道マラソン』
- 『第44回国民体育大会』（はまなす国体）
- 『1990年アジア冬季競技大会』
- 『はまなす全国車いすマラソン』
- 『1991年冬季ユニバーシアード』
- 『TOYOTA BIG AIR』
- 『さっぽろトリム&ラン』[12]
- 『ジャパンカップスピードスケート競技会』
- 『マウンテンバイク120分耐久レース「真駒内セキスイハイムスタジアムカップ」』
- 『日刊スポーツ豊平川マラソン』[13]
- 『作.AC 真駒内マラソン』[14]

### イベント
- 松山千春ライブ「Big Summer Scene　'82 大いなる愛よ夢よ」（1982年7月24日）
- 水曜どうでしょう祭（2005年、2013年、屋内競技場との同時開催）

## 参考資料
- 『さっぽろ文庫』 16 冬のスポーツ、札幌市。2016年11月15日閲覧。